# Borisovka (Bělgorodská oblast)
Borisovka (rusky Борисовка) je sídlo městského typu v Bělgorodské oblasti v Rusku. Žije zde 12 553 obyvatel (2021).

## Geografie
Obec se nachází na řece Vorskle (přítok Dněpru), 7 km východně od železniční stanice Novoborisovka (trať Lgov - Charkov) a 40 km západně od oblastního centra Bělgorodu.
Na severním okraji Borisovky jsou dva velké lesy - Les na Vorskle (součást státní přírodní rezervace Bělogorje) a Malý les. V obci je nížinná rákosovitá bažina o rozloze 48 hektarů.

## Dějiny
První písemná zmínka o obci pochází z roku 1695. V roce 1705 se osada a okolí stalo majetkem hraběte a polního maršála Borise Petroviče Šeremetěva. Do poloviny 19. století se Borisovka rozvinula v regionální hospodářské centrum s více než padesáti řemeslnými podniky. Podle sčítání lidu z roku 1877 žilo v Borisovce 17 502 obyvatel.
Na začátku 20. století byla Borisovka významným centrem zpracování kůží, výroby keramiky a ikon, tkalcovství, nábytkářství a dalších řemesel. 
Během druhé světové války byla obec od října 1941 do začátku srpna 1943 obsazena německým Wehrmachtem. 
V roce 1959 získala Borisovka status sídla městského typu. 

## Slavní rodáci
- Gavriil Jakimovič Lomakin (1823-1885) – ruský sborový dirigent, hudebník a skladatel
- Nikolaj Nikolajevič Ryžkov (1858-1920) – pravoslavný duchovní a propagátor slovanské vzájemnosti